# Open Road
Open Road is een nummer van de Canadese rockzanger Bryan Adams uit 2004. Het is de eerste single van zijn tiende studioalbum Room Service.
"Open Road" haalde de nummer 1-positie in Adams' thuisland Canada. In Europa werd het nummer een klein hitje. In Nederland haalde het de 3e positie in de Tipparade. Het nummer wist de Vlaamse Ultratop 50 nog net te bereiken met een 49e positie.